# Matthew Goss

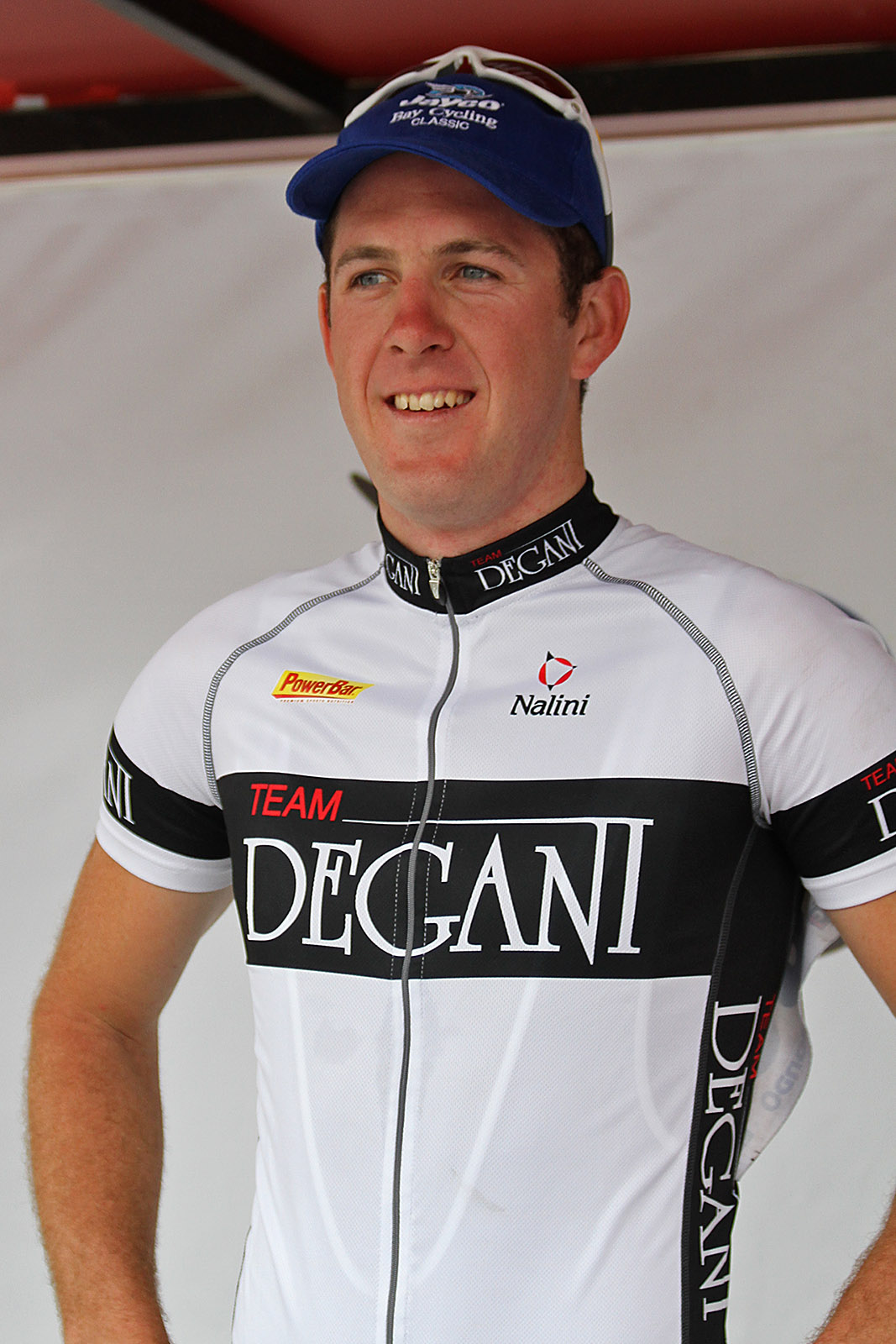
Matthew Goss.

Matthew Harley Goss, född 5 november 1986 i Launceston, Tasmanien, är en australisk professionell tävlingscyklist på bana och landsväg. Sedan 2012 tävlar han för UCI ProTour-stallet Orica-GreenEDGE.

## Karriär
Matthew Goss blev professionell med Team CSC 2007, men cyklade under säsongen 2006 för det australiska stallet SouthAustralia.com-AIS. Inför säsongen 2010 blev han kontrakterad av UCI ProTour-stallet Team Columbia.
Goss vann den första etappen på Tour of Japan 2005. 
I september 2007 vann han också den tredje etappen av Tour of Britain. 
Under säsongen 2008 drömde han om att få tävla på bana i Olympiska sommarspelen 2008, men kvalificerade sig inte. Tidigare under året slutade han trea på Kuurne-Bryssel-Kuurne efter nederländarna Steven de Jongh och Sebastian Langeveld. I september samma säsong vann han etapp 2 av Tour of Britain. Han slutade tvåa efter Edvald Boasson Hagen på både etapp 5 och 7. En månad senare vann han uppvisningsloppet och etapp 1 på Herald Sun Tour i Australien.
Australiern slutade på fjärde plats på etapp 1 av Vuelta Ciclista a Murcia 2009. I april slutade Matthew Goss trea på Gent-Wevelgem bakom Edvald Boasson Hagen och Aljaksandr Kutjynski. Goss slutade på andra plats på GP de Denain bakom Jimmy Casper. På etapp 6 av Giro d'Italia 2009 slutade Matthew Goss på sjätte plats. På etapp 9 av det italienska etapploppet slutade han på fjärde plats bakom Mark Cavendish, Allan Davis och Tyler Farrar. I slutet av juni 2009 tog Goss sjätte platsen på etapp 4 av Ster Elektrotoer. Goss vann etapp 3 av Tour de Wallonie framför Pavel Brutt och Philippe Gilbert. Han vann också etapp 5 av tävlingen framför stallkamraten Juan José Haedo. Matthew Goss slutade på andra plats på etapp 6 av Eneco Tour bakom Edvald Boasson Hagen. Han vann Paris-Bryssel i september.

## Meriter
2003
2:a, nationsmästerskapen på bana, scratch, juniorer
2004
U19-värlsmästerskapen på bana - Jaktstart lag & Madison
Samväldesspelen för ungdomar, Poängrace, velodrom
Samväldesspelen för ungdomar, linjelopp
Launceston International Classic
3:a, nationsmästerskapen på bana, 1000 m herrar, juniorer
3:a, nationsmästerskapen på bana, POängrace, juniorer
2005
Australisk mästare på bana - Jaktstart lag
Tour of Japan etapp 1
Jaktstart lag, på bana, Moskva
Ulverstone
Devonport
2:a, Nationsmästerskapen på bana, Poängrace
2:a, etapp 7, Herald Sun Tour
3:a, Jaktstart lag, på bana, Sydney
3:a, Världsmästerskapen på bana, Jaktstart lag
3:a, etapp 2, Tour of Tasmania
3:a, etapp 5, Tour of Tasmania
2006
Världsmästare på bana - Jaktstart lag
Australisk mästare på bana - Jaktstart lag
GP Liberazione
Giro delle Regione, etapp 1
Vuelta a Navarra, etapp 2 & 3
Baby Giro, etapp 3
2:a, Jaktstart lag, på bana, Samväldesspelen 2006
2:a, Coppa Citta' di Asti, U23
2:a, etapp 4, Thüringen-Rundfahrt, U23
2:a, etapp 6, Vuelta Ciclista a Navarra
2:a, Trofeo Città di Brescia Memorial Rino Fiori
2:a, etapp 1, Tour of Britain
3:a, Vicenza - Bionde
3:a, etapp 7, Baby Giro
2007
Tour of Britain, etapp 3
Gunns Mitre 10 Cycling Classic
Eindhovens lagtempo
2:a, Philadelphia International Championship
3:a, etapp 3, Tour Down Under
3:a, etapp 6, Dunkirks fyradagars
3:a, Ronde van Midden-Zeeland
2008
1:a, etapp 2, Tour of Britain
1:a, uppvisningslopp, Herald Sun Tour
1:a, etapp 1, Herald Sun Tour
2:a, etapp 5, Tour of Britain
2:a, etapp 7, Tour of Britain
3:a, Jaktstart lag, på bana, Köpenhamn
3:a, Kuurne-Bryssel-Kuurne
2009
1:a, etapp 3, Tour de Wallonie
1:a, etapp 5, Tour de Wallonie
1:a, Paris-Bryssel
2:a, etapp 6, Eneco Tour
2:a, GP de Denain
3:a, Gent-Wevelgem

## Stall
- SouthAustralia.com-AIS 2006
- Team CSC 2007–2008
  -  Team Saxo Bank 2009
- Team Columbia 2010–2011
- Orica-GreenEDGE 2012–